# Maurizio Flammini
Maurizio Flammini (ur. 29 listopada 1949 w Rzymie) – włoski kierowca wyścigowy.

## Kariera
Flammini rozpoczął karierę w międzynarodowych wyścigach samochodowych w 1973 roku od startów we  Włoskiej Formule 3, gdzie dwukrotnie stanął na podium, a raz na jego najwyższym stopniu. Z dorobkiem szesnastu punktów uplasował się tam na siódmej pozycji w klasyfikacji generalnej. W późniejszych latach pojawiał się także w stawce Europejskiej Formuły 2, Formula 1 Race of Champions, Włoskiej Formuły 2 (mistrz w 1976 roku), SCCA/USAC F5000 Championship, Grand Prix Monza, World Championship for Drivers and Makes, Italian Super Touring Car Championship oraz Superstars Championship Italy.
W Europejskiej Formule 2 Niemiec startował w latach 1974-1980. W pierwszym sezonie startów uzbierane dwa punkty dały mu szesnaste miejsce w końcowej klasyfikacji kierowców. Rok później w bolidzie March Engineering odniósł jedno zwycięstwo i czterokrotnie stawał na podium. Z dorobkiem 22 punktów uplasował się na szóstej pozycji w klasyfikacji generalnej. W 1976 roku powtórzy wynik z sezonu 1975. Tym razem jednak na najwyższym stopniu podium stawał dwukrotnie. Na podium powrócił w 1979 roku, kiedy to dorobek czterech punktów dał mu szesnastą pozycję.